# Coelichneumon bodmanorum
Coelichneumon bodmanorum är en stekelart som beskrevs av Heinrich 1950. Coelichneumon bodmanorum ingår i släktet Coelichneumon och familjen brokparasitsteklar. Inga underarter finns listade i Catalogue of Life.